# Kossjak
Kossjak (ukrainisch Косяк; russisch Косяк, polnisch Kosiak) ist ein Dorf in der ukrainischen Oblast Schytomyr mit etwa 10 Einwohnern.
Das Dorf war bis 1923 eine Kolonie und wurde von Wolhyniendeutschen als „Kosjak“ im 19. Jahrhundert angelegt, teilweise wurde auch der Name Neudorf für den Ort verwendet.
Sie liegt in einem Waldgebiet 17 km nordöstlich vom Gemeindezentrum Jemiltschyne und 90 km nordwestlich vom Oblastzentrum Schytomyr entfernt.
Am 29. März 2017 wurde das Dorf ein Teil der Siedlungsgemeinde Jemiltschyne, bis dahin war es Teil der Landratsgemeinde Krywotyn im Nordosten des Rajons Jemiltschyne.
Am 17. Juli 2020 kam es im Zuge einer großen Rajonsreform zum Anschluss des Rajonsgebietes an den Rajon Swjahel.